# Gaspar Lopes

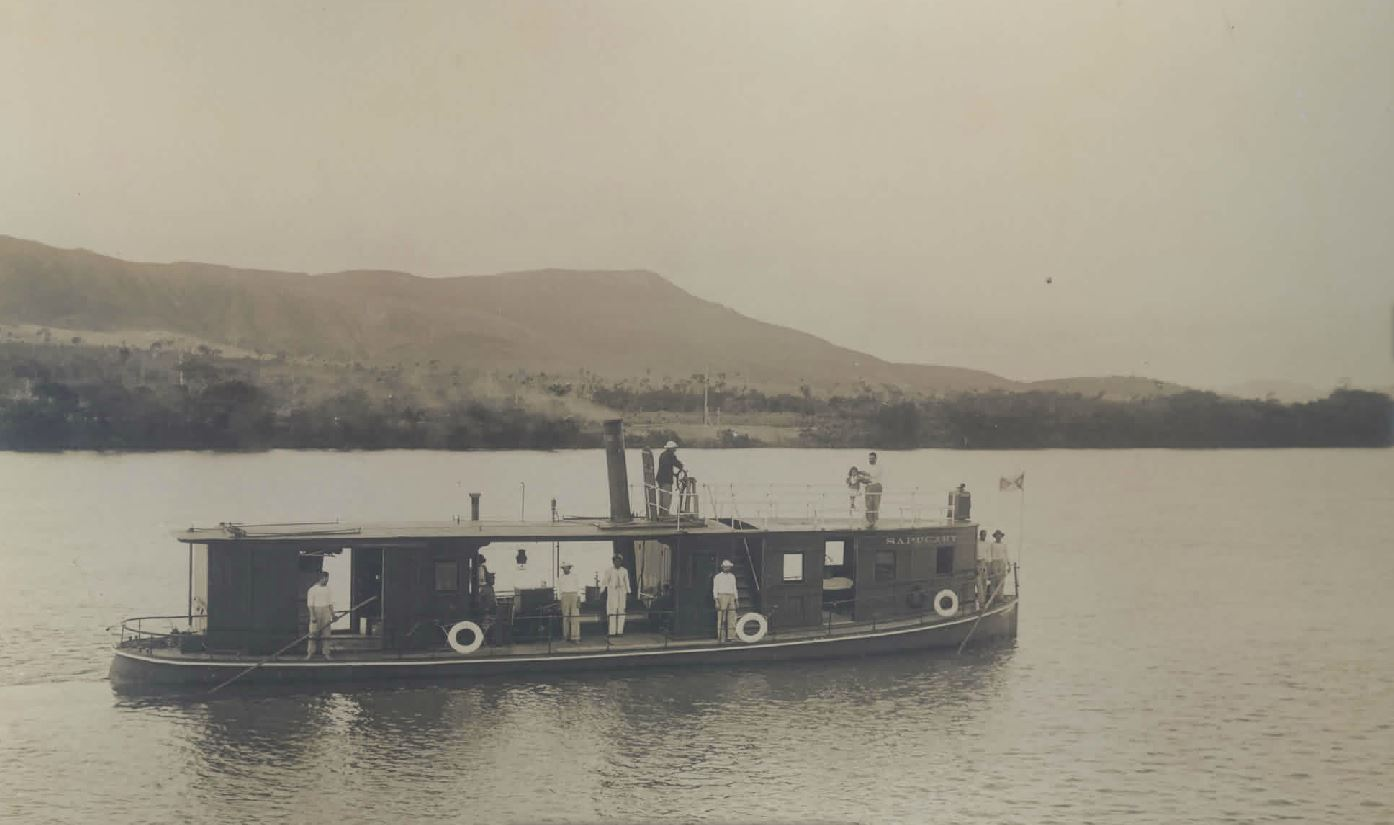
Barco a vapor no Rio Sapucaí (início do século XX).

Gaspar Lopes é um distrito de Alfenas, que recebeu este nome em homenagem ao médico e político Gaspar José Ferreira Lopes, que exerceu a medicina em Alfenas, onde foi delegado de Policia de Higiene, Juiz de Órfãos, promotor, vereador, presidente da Câmara e prefeito. Posteriormente, foi eleito deputado estadual e senador, pelo estado de Minas Gerais. Em reconhecimento de sua dedicação política para com a cidade de Alfenas, a antiga estação de estada de ferro da “Rede Sul Mineira”, que fora inaugurada em 1897, passou a se chamar “Estação Gaspar Lopes”. Ao lado da estação foi se formando um povoado, que deu origem ao atual bairro de “Gaspar Lopes”.
Dessa estação, na segunda década do século XX partiam os vapores pelo  Rio Sapucaí  até o porto de Cerrito, em Carmo do Rio Claro, cento e cinco quilômetros ao norte, para levar e trazer mercadorias de Alfenas, a primeira cidade mineira a instalar fábricas de manteiga. Em 1940, ainda existia a navegação: os barcos, chamados "vapores", que saíam, às segundas e quintas-feiras, às seis horas da manhã para Cerrito, passando e parando pelos portos de Amoras, Campo Verde, Barranco Alto, Azevedo, Correnteza, Águas Verdes, Santa Rosa, Porto Ponte, Tromba e finalmente Cerrito. Às terças e sextas feiras, o vapor retornava para Fama. Grande porção desta região, entre as estações de Varginha e de Jureia, atualmente está na área inundada pela  Represa de Furnas, composta pelo  Rio Sapucaí, submergindo muitos trechos do antigo leito da ferrovia.